# Yves Barou
 (avril 2017).
Si vous disposez d'ouvrages ou d'articles de référence ou si vous connaissez des sites web de qualité traitant du thème abordé ici, merci de compléter l'article en donnant les références utiles à sa vérifiabilité et en les liant à la section « Notes et références ».
Pour les articles homonymes, voir Barou.
Yves Barou, né le 13 décembre 1947 à Châtellerault, est un ingénieur polytechnicien et docteur en économie français. 
Après avoir collaboré au ministère des Finances puis de l'Emploi et de la Solidarité, il a été directeur des ressources humaines à Rhône-Poulenc, puis à Thales. De 2010 à 2013, il a été conseiller social au Fonds stratégique d'investissement (FSI). En 2012, il devient président de l'Association pour la formation professionnelle des adultes (Afpa), puis président du conseil d'administration de l'établissement public chargé de la formation professionnelle des adultes en date du 31 mars 2017. Il est aussi président fondateur du Cercle des DRH européens.

## Biographie
Yves Barou est né le 13 décembre 1947 à Châtellerault dans la Vienne, son père est meunier et sa mère épicière dans un quartier ouvrier. Il est marié et père de trois enfants[réf. nécessaire]. 
Ingénieur, ancien élève de l'École polytechnique (1967 - 1970), ancien élève du Centre d'étude et de gestion économique (1971 - 1972) il devient Docteur d'État ès sciences économiques (Paris Dauphine) en 1977.
Yves Barou entame sa carrière en 1970 au ministère de l'Économie et des Finances comme chargé de mission à la Direction de la Prévision avec en 1972 un stage au FMI.
En 1982, il devient conseiller technique auprès du ministre des Affaires sociales.
En 1984, il intègre le groupe Rhône-Poulenc où il occupera successivement les fonctions de directeur de l'emploi, de la productivité et de la formation du groupe, d'adjoint au directeur général du secteur Santé, chargé de la réorganisation du pôle Pharmacie, de directeur du Centre de recherche de Vitry-Alfortville de Rhône-Poulenc Santé.
Il occupera ensuite à partir de 1991 les fonctions de directeur des ressources humaines du groupe Rhône-Poulenc Rorer, basé aux États-Unis, en Pennsylvanie. Cette expérience de DRH mondial basé aux États-Unis (Philadelphie) lui apporte une expérience des pratiques des ressources humaines et du droit du travail à l'international. En 1995, Yves Barou est nommé directeur général Afrique - Maghreb et DOM TOM de Rhône-Poulenc Rorer, responsabilités qu'il occupera jusqu'en 1998. 
En avril 1998, il est nommé directeur adjoint du cabinet de la ministre de l'Emploi et de la Solidarité, chargé du Travail, de l'Emploi et de la Formation. Il a notamment eu la responsabilité de la préparation et de la mise en œuvre des lois contre l'exclusion, pour la réforme de la formation professionnelle, pour les nouveaux services et de la seconde loi sur le temps de travail.
Il devient en février 2000 directeur des ressources humaines du Groupe Thomson-CSF, devenu Thales, poste qu'il occupe jusqu'en avril 2010. À ce titre, il a signé deux accords européens importants et innovants avec la Fédération européenne des métallurgistes. Par son expérience du dialogue social dans de nombreux pays, il plaide pour une modernisation du dialogue social en France. 
Il est membre du Comité Médicis et du Comité Éthique d'Amundi. Il a fondé et préside le Cercle des DRH européens
.
Il est président de l'Afpa de 2012 à 2017.

## «Monsieur 35 heures»
Jeune chargé de mission au ministère de l'Économie et des Finances à la fin des années 70, Yves Barou est chargé d'une étude sur l'effet sur l'emploi de la réduction du temps de travail. En 1982-1984, il participe au passage aux 39 heures et à la création des contrats de solidarité. Au fil des ans, Yves Barou est devenu « l'expert français du temps de travail »[réf. nécessaire] sur les aspects économiques. En 1993, il écrit ainsi Les 35 Heures et l'Emploi et de nombreux articles.
À son arrivée en 1998 au cabinet de Martine Aubry, il est chargé de la conception de la seconde loi sur les 35 heures. Il défend la primauté de la négociation, en particulier dans l'entreprise pour trouver des solutions gagnantes-gagnantes en respectant les équilibres économiques. Cherchant à obtenir un effet emploi durable c'est-à-dire sans affecter la compétitivité des entreprises, il insiste sur le nécessaire financement grâce notamment à une certaine modération salariale, à des réorganisations permettant une bonne utilisation des équipements ou, pour les services, des plages élargies d'ouverture au public[réf. nécessaire].
C'est cette seconde loi qui donne en effet le « mode d'emploi », la première ayant simplement établi le principe. Il fait de la négociation la modalité d'innovation et la pierre angulaire de cette loi. Plus de cent mille personnes ont ainsi participé à l'élaboration de la loi, enclenchant une forme de renouveau de la négociation d'entreprise en France.
Cette seconde loi consacre notamment l'annualisation du temps de travail et le forfait jours,,, dont il est le concepteur, et qui s'applique désormais à de nombreux cadres et salariés autonomes, par un accord collectif d'établissement, d'entreprise ou de branche.
D'abord défendu dans une perspective de progrès social mais aussi inspiré par une logique de partage du travail, le « passage aux 35 heures » s'inscrivait dans l'objectif prioritaire de créations d'emplois du programme du Parti socialiste pour les élections législatives de 1997. Les effets de la réforme sur la durée effective du travail se sont traduits par une diminution de celle-ci d'environ 2,6 heures. La réforme a aussi eu des impacts sur le temps de travail des cadres, bien que nombre d'entre eux n'étaient pas soumis à une durée légale du temps de travail sur une base hebdomadaire mais à un forfait jours. Mais les analyses économétriques sur les créations d'emploi divergent. En 2004, une étude de l'Insee estimait que les créations d'emploi s'établissaient à 350 000 postes entre 1998 et 2002 sans déséquilibre financier apparent pour les entreprises. Mais d'autres études ont fait des évaluations moins favorables. Tout cela contribue à alimenter un large débat, à la fois parmi les économistes et dans le monde politique. 
Yves Barou regrette cette polémique trop idéologique et l'attribue essentiellement à un défaut de pédagogie qui a conduit d'après lui les acteurs politiques à ne pas assez prendre en compte les flexibilités trouvées par la négociation dans les entreprises.

## Le dialogue social
Il a régulièrement œuvré pour des accords majoritaires qui sera d'ailleurs introduite pour la première fois à l'occasion de la seconde loi sur le temps de travail à la fois pour responsabiliser les acteurs sociaux et pour permettre des souplesses négociées. Il appliquera ce principe au sein de Thales comme DRH du groupe qui s'engagera à ne plus signer que des accords majoritaires.
Son tropisme européen (assez typique de sa génération) le pousse à négocier des accords européens (IDEA et TALK) qui portent sur le développement professionnel, la mobilité, la formation, l'appréciation individuelle et la gestion de l'entreprise sur la performance. Ces accords donnent ainsi une dimension européenne aux pratiques françaises de GPEC (gestion prévisionnelle des emplois et des compétences) qu'Yves Barou promeut en mettant l'accent sur la prospective métier.
Il a ensuite œuvré pour une reconnaissance de ces accords par la Commission européenne. En effet, pour Yves Barou, l'Europe sociale dépend moins des directives de Bruxelles, que des normes et des pratiques communes adoptées par les entreprises européennes. Plus d'une centaine d'accords ont été signés par la suite dans l'Union européenne (UE).
En 2015-2016, Yves Barou participa à la commission Combrexelle, qui inspirera la loi Travail votée en 2016 avec de nombreux débats.
Cette dernière est d'une certaine manière dans la continuité de la seconde loi sur les 35 heures. La négociation dans l'entreprise peut en effet s'imposer sur l'accord de branche, qui lui-même peut s'imposer à la loi. On est passé d'un processus de décision de haut en bas à un système plus souple qui prend en compte les choix assumés au sein de chaque entreprise, la fameuse inversion des normes.

## La responsabilité sociale d'entreprise
Yves Barou construit en 2010 le référentiel RSE (responsabilité sociale d'entreprise) pour le FSI qui deviendra la BPI, en donnant un poids important aux politiques d'emploi des entreprises[réf. nécessaire].
Partisan d'une approche « best in class » c'est-à-dire d'une démarche d'amélioration permanente dans chaque entreprise en se comparant aux meilleurs du secteur, à l'opposé des pratiques d'exclusion en vogue aux États-Unis, il rejoint Amundi dont il est membre du comité consultatif.

## Cercle des DRH Européens
Membre d'un cercle international de DRH aux États-Unis, membre de 2002 à 2004 du Board du cercle britannique travailliste Policy Network, créé par Tony Blair, modéré et toujours très important au Royaume-Uni, Yves Barou crée en 2010 le Cercle des DRH européens.
Il s'agit d'un réseau de cercles nationaux de DRH ou ex DRH (environ 60 en Europe) ayant une expérience internationale. Il a notamment été créé pour partager les bonnes pratiques et les innovations afin de faire naître à travers ce processus des normes et des standards sociaux européens et être la voix de la communauté RH Européenne dans les débats publics. 
Le cercle organise des colloques qui ont lieu à Lisbonne une fois par an. Il promeut ainsi le modèle social européen qui n'est pas le « Welfare state » mais une conception de l'entreprise comme collectivité humaine soudée par un projet et non une entreprise « Wall street ».

## Présidence de l'Afpa (Agence pour la formation professionnelle des adultes)
Yves Barou devient Président de l'Afpa en 2012 à titre bénévole. Il hérite d'un situation complexe puisque l'association spécialisée dans la formation professionnelle des adultes, et notamment des chômeurs, était menacée d'une cessation de paiement après l'abandon par Dexia du pool bancaire qui la finançait. Il bâtit un plan de refondation de l'association et obtient le plein soutien du ministre du Travail, Michel Sapin.
En 4 ans et demi, il refonde l'Afpa sur ses valeurs, assainit la situation et obtient un changement de statut : l'association est devenue Agence pour la formation professionnelle des adultes le 1er janvier 2017, ce qui concrétise l'engagement de l'État, réaffirmant par là même le rôle de service public et d'utilité sociale de l'Afpa,. 
Pour inventer la pédagogie de demain,, celle du mix learning mêlant des modalités d'apprentissage en présentiel et à distance et du social learning, fondé sur l'apprentissage en collectif, il crée en 2016 un réseau social le « lab » avec l'Afpa et une dizaine de start-up innovantes. 
En 2015, il prend position pour un accueil organisé de migrants et met l'Afpa au service de la politique des pouvoirs publics[réf. nécessaire].
Il est mis fin aux fonctions d'Yves Barou en tant que président de l'Afpa en novembre 2017.

## Décorations et prix
- Chevalier de la Légion d'honneur[24].

## Publications
- Jacques Rigaudiat et Yves Barou, Le Marché du travail, Hatier, 1985, 160 p.
- Yves Barou et Bernard Keizer, Les Grandes Economies. Etats-Unis, Japon, Allemagne fédérale, France, Royaume-Uni, Italie, Seuil, 1988, 352 p. (ISBN 978-2-02-009872-4)
- Yves Barou, Le Royaume-Uni : une économie à contre-courant, Paris, Hatier, 1982, 80 p. (ISBN 2-218-05561-9)
- Yves Barou et Jacques Rigaudiat, Les 35 heures et l'emploi, Paris, La Documentation française, 1983, 288 p.
- Yves Barou, Le Bonjour d'Alfred, Geste Editions, 176 p.
- Yves Barou, Christian Gabet, Erwin Wartenberg, « Croissance interne et compétitivité internationale », Persee.fr,‎ mars 1978, p. 39-62 (lire en ligne)
- Yves Barou  sem-linkHugues Bertrand, « Les réactions structurelles des grandes économies à la crise », Persee.fr,‎ année 1980, p. 51-64 (lire en ligne)